# شهرستان کوو
شهرستان کُوو (به لهستانی: Powiat Koło) یک شهرستان در لهستان است که در استان لهستان بزرگ‌تر واقع شده‌است. شهرستان کووو ۱٬۰۱۱٫۰۳ کیلومتر مربع مساحت و ۸۸٬۲۴۴ نفر جمعیت دارد.